# Соф'їнка (Духовницький район)
Соф'їнка (рос. Софьинка) — село у Духовницькому районі Саратовської області Російської Федерації.
Населення становить 291 особу. Належить до муніципального утворення Горяйновське муніципальне утворення.

## Історія
Населений пункт розташований у межах українського історичного та культурного регіону Жовтий Клин.
Від 23 липня 1928 року в складі Пугачовського округу Нижньо-Волзького краю. Орган місцевого самоврядування від 2004 року — Горяйновське муніципальне утворення.

## Населення
| 2010 |
| ---- |
| 291  |